# العلاقات الأنغولية الكندية
العلاقات الأنغولية الكندية هي العلاقات الثنائية التي تجمع بين أنغولا وكندا.

## مقارنة بين البلدين
هذه مقارنة عامة ومرجعية للدولتين:
| وجه المقارنة                                              | أنغولا           | كندا                     |
| --------------------------------------------------------- | ---------------- | ------------------------ |
| المساحة (كم2)                                             | 1.25 مليون       | 9.98 مليون               |
| عدد السكان (نسمة)                                         | 29.78 مليون      | 35.70 مليون              |
| الكثافة السكانية (ن./كم²)                                 | 23.82            | 3.58                     |
| العاصمة                                                   | لواندا           | أوتاوا                   |
| اللغة الرسمية                                             | اللغة البرتغالية | لغة إنجليزية، لغة فرنسية |
| العملة                                                    | كوانزا أنغولي    | دولار كندي               |
| الناتج المحلي الإجمالي (بليون دولار)                      | 124.21 مليار     | 1.65 تريليون             |
| الناتج المحلي الإجمالي (تعادل القوة الشرائية) بليون دولار | 184.83 مليار     | 1.59 تريليون             |
| الناتج المحلي الإجمالي الاسمي للفرد دولار أمريكي          | 4.10 ألف         | 43.25 ألف                |
| الناتج المحلي الإجمالي للفرد دولار أمريكي                 |                  | 45.07 ألف                |
| مؤشر التنمية البشرية                                      | 0.533            | 0.913                    |
| رمز المكالمات الدولي                                      | +244             | +1                       |
| رمز الإنترنت                                              | .ao              | .ca                      |
| المنطقة الزمنية                                           | ت ع م+01:00      |                          |

## منظمات دولية مشتركة
يشترك البلدان في عضوية مجموعة من المنظمات الدولية، منها:
| علم المنظمة | اسم المنظمة                        | تاريخ انضمام أنغولا | تاريخ انضمام كندا |
| ----------- | ---------------------------------- | ------------------- | ----------------- |
|             | البنك الإفريقي للتنمية             | ?                   | ?                 |
|             | منظمة الشرطة الجنائية الدولية      | ?                   | ?                 |
|             | منظمة التجارة العالمية             | ?                   | ?                 |
|             | منظمة حظر الأسلحة الكيميائية       | ?                   | ?                 |
|             | مؤسسة التمويل الدولية              | 19 سبتمبر 1989      | 20 يوليو 1956     |
|             | يونسكو                             | 11 مارس 1977        | 4 نوفمبر 1946     |
|             | البنك الدولي للإنشاء والتعمير      | 19 سبتمبر 1989      | 27 ديسمبر 1945    |
|             | مؤسسة التنمية الدولية              | 19 سبتمبر 1989      | 24 سبتمبر 1960    |
|             | الأمم المتحدة                      | 1 ديسمبر 1976       | 9 نوفمبر 1945     |
|             | وكالة ضمان الاستثمار متعدد الأطراف | 19 سبتمبر 1989      | 12 أبريل 1988     |
|             | الاتحاد الدولي للاتصالات           | 13 أكتوبر 1976      | 1 يوليو 1908      |
|             | الاتحاد البريدي العالمي            | ?                   | ?                 |

## وصلات خارجية
- موقع وزارة الخارجية الأنغولية
- موقع وزارة الخارجية الكندية